# Beata hispida
Beata hispida là một loài nhện trong họ Salticidae.
Loài này thuộc chi Beata. Beata hispida được Elizabeth Maria Gifford Peckham & George William Peckham miêu tả năm 1901.